# Enric Satué
Enric Satué (n. Barcelona, 1938) es un diseñador español. Estudia en la Escuela de arte Llotja y en el centro superior Escola de Belles Arts de Sant Jordi y se especializa en el diseño editorial. Trabaja principalmente en el diseño gráfico de revistas y libros (posee trabajos en las principales editoriales españolas). Su trabajo se realiza mediante la representación de Can Pufarré S. A.. Fue Premio Nacional de Diseño en 1988. Ha publicado diversos libros relacionados con el diseño gráfico,  llegando a publicar en algunos casos historias de grafismo gráfico en España. Tras haber diseñado logotipos para la Universidad Pompeu Fabra. En 1991 su diseño de logotipo es elegido para representar el Instituto Cervantes (figurando desde 2002 en la coronación del Edificio de las Cariátides en la calle de Alcalá). 

## Libros
Desde los años noventa ha publicado libros relativos a estudios de diseño gráfico, así como de historia y evolución:
- 1994 - El diseño gráfico: desde los orígenes hasta nuestros días. ISBN 8420670715
- 1996 - El diseño de libros del pasado, del presente, y tal vez del futuro: La huella de Aldo Manuzio. ISBN 8476026420
- 1997 - El diseño gráfico en España: Historia de una forma comunicativa nueva. ISBN 8420671428
- 2001 - El paisaje comercial de la ciudad. ISBN 8449310334
- 2003 - Los años del diseño: La década republicana 1931-1939. ISBN 8475066283
- 2020 - Vistes de prop i de lluny Index Edita. ISBN 9788494866272
- 2025 - El príncipe de la imprenta Galaxia Gutenberg. ISBN  978-84-10317-27-7